# Marie Catherine d’Aulnoy
Marie Catherine d’Aulnoy, właśc. Marie Catherine Le Jumel de Barneville baronowa de La Motte d’Aulnoy (ur. ok. 1650 w Barneville, zm. 14 stycznia 1705 w Paryżu) – francuska arystokratka i pisarka, autorka baśni, prekursorka gatunku baśni literackiej.

## Życiorys
Informacje o burzliwym życiu Marie Catherine Le Jumel de Barneville nie są pewne ani kompletne. Urodziła się w Barneville w kantonie Honfleur, w rodzinie należącej do normandzkiej szlachty urzędniczej jako córka Claude'a Le Jumela de Barneville i Judith-Angélique de Saint-Pater. Wcześnie straciła ojca, a jej matka wyszła ponownie za mąż za markiza de Gudanes. 
W młodym wieku – 15 lub 16 lat – została wydana za mąż za świeżo uszlachconego barona de La Motte d’Aulnoy, starszego od niej o 30 lat. Małżeństwo nie było szczęśliwe. Baron miał opinię homoseksualisty, a o Marie-Catherine krążyły plotki, że zdradza męża, zachęcana do tego przez matkę, w której domu przy rue de l'Université często przebywała. Mimo to d'Aulnoy uznał całą trójkę dzieci, które urodziły się w pierwszych latach małżeństwa,. Dwoje starszych, Marie-Angélique i Dominique-César, umarło we wczesnym dzieciństwie, Marie-Anne (ur. 1668) dożyła wieku dojrzałego.
Rozkład małżeństwa pogłębiały kłopoty finansowe. Po śmierci swego protektora, księcia de Vendôme, baron d'Aulnoy utracił stałe źródło dochodu; co więcej, Jean-Baptiste Colbert uznał dokonywane przez niego operacje finansowe za nieprawidłowe i nałożył na niego wysoką karę pieniężną,.
W tej sytuacji we wrześniu 1669 roku zawiązał się spisek, którego celem była doprowadzenie do śmierci barona. Jego uczestnikami byli Marie-Catherine, jej matka - pani de Gudanes, kochanek matki - markiz de Courboyer oraz dwóch zwerbowanych pomocników: Charles Bonenfant de La Moizières i Jacques de Cronville d'Aureville. Plan zakładał sprowokowanie znanego z zapalczywości barona do obrazy majestatu, za co groziła kara śmierci. Mimo że prowokacja się nie udała, spiskowcy napisali donos, wskutek którego d'Aulnoy został aresztowany i uwięziony w Bastylii, gdzie przebywał do stycznia 1670 roku. Podczas procesu prawda wyszła jednak na jaw, a dwóch ze spiskowców - La Moizières i markiz de Courboyer - zostało ściętych. Pani de Gudanes wyjechała do Hiszpanii, gdzie pozostała aż do śmierci w 1702 roku, podobno służąc jako szpieg na rzecz hiszpańskich Habsburgów i francuskich Burbonów.
Marie-Catherine d'Aulnoy była wówczas po raz czwarty w ciąży, co uniemożliwiało jej podróżowanie. W listopadzie 1669 r. urodziła córkę Juliette-Henriette. W grudniu została aresztowana i uwięziona w paryskiej Conciergerie. Po uwolnieniu miała przez jakiś czas przebywać w klasztorze,.
Przez kolejne dwadzieścia lat podróżowała prawdopodobnie po Flandrii, Anglii i Hiszpanii, choć brak na to pewnych dowodów. Urodziła w tym czasie dwie córki: Thérèse-Aimée oraz Françoise-Angélique, która umarła w dzieciństwie. Nie utrzymywała żadnych kontaktów z mężem, który zmarł dopiero w 1700 r., nie zapisawszy jej niczego w spadku.
Niejasna pozostaje jej rola w jeszcze jednej intrydze, związanej z inną jej przyjaciółką, panią Ticquet, straconą w 1699 roku za próbę zabójstwa męża.
W 1690 roku przebywała już ponownie w Paryżu. Była stałą bywalczynią salonu markizy de Lambert, a także prowadziła własny cieszący się powodzeniem salon przy rue Saint-Benoît. Powrót do paryskiego towarzystwa ułatwiły jej być może powstałe wówczas utwory dewocyjne, które krążyły w rękopisach. Wkrótce ukazała się drukiem jej pierwsza powieść Histoire d'Hypolite, comte de Duglas, która natychmiast odniosła sukces i już rok później została przełożona na angielski. Włączona w treść powieści historia o wyspie szczęśliwości (fr. Île de la Félicité), realizująca obiegowy wątek ATU 470B, uważana jest za pierwszą przedstawicielkę francuskiej baśni literackiej (conte de fée), która stała się modnym gatunkiem w ostatniej dekadzie XVII wieku.
Przez trzynaście kolejnych lat d'Aulnoy publikowała pod pseudonimem "Madame D***" powieści, nowele, relacje z podróży, plotkarskie kroniki i baśnie, które cieszyły się dużą popularnością, do tego stopnia, że wydawcy przypisywali jej czasem teksty innych autorów w nadziei, że przyciągnie to czytelników. W 1698 r. została honorową członkinią padewskiej Accademia dei Ricovrati z przydomkami "Klio" i "Elokwentnej",,. Jej utwory zyskały również wielką sławę w Anglii, gdzie nazywano ją "Celebrated French Wit".
Zmarła 12 lub 13 stycznia 1705 r. w swoim domu przy rue Saint-Benoît. Czasopismo Mercure galant zamieściło obszerny nekrolog utrzymany w pochwalnym tonie.

## Twórczość
Twórczość baronowej d’Aulnoy obejmuje m.in. pobożne rozważania (Sentiments d’une Ame penitente oraz Le Retour d’une Ame à Dieu), powieści historyczne (Histoire d’Hippolyte, comte de Duglas, 1690; Histoire de Jean de Bourbon, Prince de Carency, 1692; Le Comte de Warwick, 1703), pamiętniki z podróży po Hiszpanii: Memoires de la cour d’Espagne, Relation du voyage d’Espagne (1691) oraz Anglii: Mémoires de la cour d’Angleterre (1695). Relacja z Hiszpanii była źródłem faktograficznym dla Victora Hugo przy pisaniu dramatu Ruy Blas.
Jednak największą sławę i uznanie przyniosły baronowej baśnie, pierwotnie popularniejsze nawet od zbioru współczesnego jej Charles’a Perraulta. Początkowo baśnie zapewne były odczytywane i komentowane w salonie autorki. Oprócz Île de la Félicité, włączonej w treść jej pierwszej powieści, baronowa d’Aulnoy napisała 24 baśnie, które ukazały się w dwóch czterotomowych zbiorach Les Contes des Fées (1697) i Contes Nouveaux ou Les Fées à la Mode (1698). Historycy literatury wśród walorów literackich baśni d’Aulnoy wymieniają m.in. poetyckość, oryginalność formy oraz delikatnie zaznaczone przesłanie moralne, a ona sama jest uważana za prekursorkę gatunku baśni literackiej.

### Polskie przekłady
W Polsce baśnie d’Aulnoy bardzo długo nie były tłumaczone – pierwszy przekład, autorstwa Roberta Stillera, zatytułowany Baśnie czarodziejskie pani d’Aulnoy i zawierający siedem utworów (Książę Chochlik, Księżniczka Różyczka, Złota Gałąź, Poczciwa Myszka, Bystrzynka Popiołek, Fortunatka, Szympulka), ukazał się w 1987 roku. Następny wybór, Błękitny ptak i inne baśnie, wydany w 2007 roku przez Naszą Księgarnię, przełożyła Barbara Grzegorzewska. Zawiera on sześć tekstów: Błękitny ptak, Piękna o Złotych Włosach, Biała Kotka, Żółty Karzeł, Leśna łania, Dobra Żaba.
Dużo wcześniej znany był w Polsce inny utwór tej pisarki, powieść Histoire d’Hippolyte, comte de Duglas. W 1743 roku w Poznaniu ukazało się tłumaczenie powieści, dokonane przez Jana Józefa Hipolita Raczyńskiego i wydane bez nazwiska autorki pod tytułem Historia Angielska politico-moralis Hippolita Milorta z Duglas z Julią. Dla Ignacego Krasickiego książka ta stanowiła kwintesencję potępianych przezeń romansów francuskich i w związku z tym została przez niego kilkakrotnie skrytykowana i wykpiona,. Fragment powieści został także sparafrazowany wierszem przez Elżbietę Drużbacką i wydany w 1752 roku jako Fabuła o książęciu Adolfie, dziedzicu Roksolanii,.